# Episodi di Unbreakable Kimmy Schmidt (terza stagione)
La terza stagione della serie televisiva Unbreakable Kimmy Schmidt è stata resa interamente disponibile dal servizio on demand Netflix il 19 maggio 2017.
| nº | Titolo originale                | Titolo italiano                 | Pubblicazione USA | Pubblicazione Italia |
| -- | ------------------------------- | ------------------------------- | ----------------- | -------------------- |
| 1  | Kimmy Gets Divorced?!           | Kimmy divorzia?!                | 19 maggio 2017    | 19 maggio 2017       |
| 2  | Kimmy's Roommate Lemonades!     | Sono Beyoncé, Kimmy!            | 19 maggio 2017    | 19 maggio 2017       |
| 3  | Kimmy Can't Help You!           | Kimmy non può aiutarti!         | 19 maggio 2017    | 19 maggio 2017       |
| 4  | Kimmy Goes to College!          | Kimmy va al college!            | 19 maggio 2017    | 19 maggio 2017       |
| 5  | Kimmy Steps on a Crack!         | Kimmy pesta una crepa!          | 19 maggio 2017    | 19 maggio 2017       |
| 6  | Kimmy is a Feminist!            | Kimmy è una femminista!         | 19 maggio 2017    | 19 maggio 2017       |
| 7  | Kimmy Learns About the Weather! | È la fine del mondo, Kimmy!     | 19 maggio 2017    | 19 maggio 2017       |
| 8  | Kimmy Does a Puzzle!            | Kimmy fa un puzzle!             | 19 maggio 2017    | 19 maggio 2017       |
| 9  | Kimmy Goes to Church!           | Kimmy va in chiesa!             | 19 maggio 2017    | 19 maggio 2017       |
| 10 | Kimmy Pulls Off a Heist!        | Kimmy fa una rapina!            | 19 maggio 2017    | 19 maggio 2017       |
| 11 | Kimmy Googles the Internet!     | Kimmy googola Internet!         | 19 maggio 2017    | 19 maggio 2017       |
| 12 | Kimmy and the Trolley Problem!  | Kimmy e il problema del vagone! | 19 maggio 2017    | 19 maggio 2017       |
| 13 | Kimmy Bites an Onion!           | Kimmy morde una cipolla!        | 19 maggio 2017    | 19 maggio 2017       |